# Pronoia (nymphe)
Pour la Néréide, voir Pronoé.
Pour les articles homonymes, voir Pronoia.
Dans la mythologie grecque, Pronoia ou Prynoé[Quoi ?] (en grec ancien Πρόνοιᾰ / Prónoia) est une Océanide, fille d'Océan et de Téthys. Elle personnifie la Prévoyance et est l'épouse de Prométhée, de qui elle a Deucalion. Elle est parfois considérée comme une Néréide, fille de Nérée et de Doris, peut-être par confusion avec la Néréide Pronoé (en grec ancien Προνόη / Pronóê).

## Étymologie et fonction
Emprunté au grec ancien πρόνοιᾰ (prónoia, «prescience, prévoyance; providence; forme de concession de terre»), à partir de πρόνοος (prónoos, «prudent, prudent») + -ῐᾰ (-ia, suffixe formant les noms). πρόνοος est lui-même un dérivé de προ- (pro, préfixe indiquant une sortie) + νόος (nóos, «l'esprit; acte de l'esprit»). 
Pronoia est donc la Personnification de la Prévoyance.

## Famille

### Ascendance
Ses parents sont les titans Océan et Téthys. Elle est l'une de leur multiples filles, les Océanides, généralement au nombre de trois mille, et a pour frères les Dieux-fleuve, eux aussi au nombre de trois mille. Ouranos (le Flot) et Gaïa (la Terre) sont ses grands-parents tant paternels que maternels.

### Descendance
Pronoia est l'épouse du titan Prométhée de qui elle a un fils, Deucalion. Ce dernier épousera Pyrrha avec qui il aura pour enfants Hellen, Amphictyon, Protogénie, et Pandore et Thyia.

## Évocation moderne

### Zoologie
Le genre de crustacés des Pronoe tient son nom de la Néréide ou de l'Océanide.

### Sources
- Catalogue des femmes [détail des éditions], fr. 4 MW (= 5 Most) = scholie à l’Odyssée, X, 2.
- Eschyle, Prométhée enchaîné [détail des éditions] [lire en ligne], v. 557.
- Tzétzès à Lycophron, 1283.